# Kenny Acheson
Kenneth Henry "Kenny" Acheson (* 27. listopadu 1957, Cookstown, Severní Irsko) je bývalý závodní jezdec a pilot F1. V letech 1983–1985 se pokoušel o štěstí s týmem RAM Racing s motorem March. Kvalifikovat se dokázal třikrát, jeho nejlepším výsledkem bylo 12. místo v GP Jihoafrické republiky 1983.

## Kariéra

### Mládí
V roce 1976 poprvé usedl do monopostu, když testoval starou otcovu Formuli Ford na okruhu v Kirkstownu. Talent dokázal zajetím času pouhé tři sekundy nad klubovým rekordem. Později toho roku jel svůj první závod, znovu s otcovou formulí a znovu na okruhu v Kirkstownu. Vedl si velmi dobře a pro další rok mu otec koupil jeho vlastní formuli Ford.
Pomocí této nové techniky a dobrých výsledků nakonec těsně vyhrál Mistrovství Severního Irska Formule Ford 1600 roku 1977.

### Nové úspěchy a nabídka z F1
V roce 1978 se přestěhoval do Anglie, aby se zde účastnil ve třech sériích místní F-Ford. Na konci sezony byla jeho bilance následující: 29 vítězství a titul mistra ve všech třech šampionátech. Také získal Grovewoodovu cenu za nejtalentovanějšího jezdce Commonwealthu toho roku.
V roce 1979 se posunul do Formule 3. Začínal s použitým vozem, ale později v sezoně měl prostředky, aby si koupil nový March 793 ve snaze být konkurenceschopnější. Bohužel se mu nepovedlo zvítězit v žádném mistrovském závodě, i když dokázal zajet nejrychlejší kolo v doprovodném závodě F3 během víkendu GP Velké Británie 1979 a zvítězil i ve třech nemistrovských závodech.
Rok 1980 Achesona přivedl do týmu Murray Taylor Racing, s jehož vozem se účastnil britského mistrovství F3. V polovině sezony Acheson vedl celkové pořadí před Stefanem Johanssonem. V druhé půlce sezony ale Johansson stáhl Achesonův náskok a v posledním závodě ukořistil titul.
O rok později přestoupil do Formule 2, kde řídil Toleman TG280 týmu Docking Spitzley Racing. Bohužel při závodě ve francouzském Pau se střetl na dráze s vozem Michele Alboreta a měl těžkou havárii. S oběma nohama zlomenýma a autem zaklesnutým do stromu měl Kenneth štěstí, že náraz přežil. I přesto se ještě další sezonu vrátil a skončil sedmý v evropském mistrovství F2.
V další sezoně dostal monopost F2 týmu Maurer Motorsport, a později v sezoně si odbyl svůj debut ve Formuli 1 v týmu RAM-March vedený Johnem McDonaldem. Ze sedmi pokusů o kvalifikaci šestkrát skončil neúspěšně, ovšem v poslední GP sezony, Grand Prix Jihoafrické republiky 1983, se dokázal kvalifikovat a v závodě dojel se šesti koly ztráty dvanáctý, což byl jeho nejlepší výsledek v kariéře ve Formuli 1.
V roce 1984 sedačku nenašel, a tak příležitost dostal až o rok později opět v RAMu jako náhrada za Manfreda Winkelhocka, který se vyboural v závodě sportovních vozů Porsche na okruhu Mosport a tragicky zahynul. S novým, konkurenceschopnějším vozem RAM-Hart 03 se Kenneth kvalifikoval do dvou GP – rakouské a italské. Z finančních důvodů se závoděním v F1 musel Acheson skončit.

### Na sklonku kariéry
O úspěch se ale Acheson pokoušel dál. Po nezdaru s monopostem CART na okruzích Elkhart Lake a Laguna Seca se vydal do Japonska, kde jezdil tamější Formuli 3000 a mistrovství sportovních vozů. Tento šampionát dokázal vyhrát, přičemž se vrátil zpět do Evropy a v následujícím roce (1988) se snažil o dobrý výsledek se Sauberem-Mercedes na okruhu v Le Mans (24hodinovka), jenže tým jízdu vzdal po tréninku. V dalším roce se se stejným vozem vrátil zpět do vytrvalostních závodů. Absolvoval celou sezonu, v níž získal např. druhé místo právě na Le Mans, když se o kokpit dělil s Mauro Baldim, a také vítězství na Brands Hatchi a ve Spa.
V dalších letech opět startoval v Le Mans; roku 1990 nedojel, v roce 1991 skončil s Jaguarem XJR12 třetí, o rok později s Toyotou TS010 znovu druhý a další rok nedokončil. Poslední návštěvu okruhu Circuit de la Sarthe vykonal Acheson roku 1995, kde se s vozem GT týmu Denso SARD pokoušel o dobrý výsledek, bohužel opět nedojel.
Poslední závod v Achesonově sportovní kariéře byla Daytona 1996. V tomto závodě havaroval poté, co ho zezadu torpédoval jiný vůz. Acheson přežil téměř bez zranění a oznámil, že končí se závodní kariérou.